# توني غرنتشاروف
توني غرنتشاروف (بالمقدونية: Тони Грнчаров)‏ مواليد 8 فبراير 1980 في سكوبيه، جمهورية مقدونيا، هو لاعب كرة سلة مقدوني معتزل. بدأ مسيرته الاحترافية في سنة 1999. اعتزل اللعب في 2014. لعب مع إم زد تي سكوبيه من سنة 2010 إلى 2013، ثم لعب مع نادي ستروميكا لكرة السلة في موسم 2013–2014.

## الإنجازات
- - الدوري المقدوني لكرة السلة 2009- 2007 - 2012
  - كأس مقدونيا لكرة السلة - 2000، 2012

## روابط خارجية
- توني غرنتشاروف على موقع كرة السلة الأوروبية.كوم (الإنجليزية)
- توني غرنتشاروف على موقع ريلجم (الإنجليزية)
- توني غرنتشاروف على موقع بروبوليرز (الإنجليزية)